# Haemaphysalis bartelsi
Haemaphysalis bartelsi är en fästingart som beskrevs av Schulze 1938. Haemaphysalis bartelsi ingår i släktet Haemaphysalis och familjen hårda fästingar. Inga underarter finns listade i Catalogue of Life.